# Grindsted
Grindsted è un centro abitato danese situato nella regione della Danimarca Meridionale e appartenente al comune di Billund.

## Storia
In quanto parrocchia (sogn) in passato fu un municipio situato nella contea di Ribe, con una popolazione di 17.379 abitanti (2005) e una superficie di 382 km², che fu soppresso il 1º gennaio 2007 con l'entrata in vigore della riforma amministrativa.
A sua volta, il comune di Grindsted era stato formato nel 1970 unendo quattro comuni parrocchiali: Filskov (1.031 abitanti), Grindsted (9.238), Hejnsvig (2.216)	e Sønder Omme (2.786), per un totale di 15.271 persone.
Il comune parrocchiale di Grindsted era stato creato nel 1921 all’interno della storica centena degli Slavi della contea di Ribe.